# ルートヴィヒ・カール・ゲオルク・プファイファー
ルートヴィヒ・カール・ゲオルク・プファイファー（Ludwig Karl Georg Pfeiffer, 1805年7月4日, カッセル - 1877年10月2日, カッセル）はドイツの医師、植物学者、貝類学者。名前は Louis Georg Karl Pfeiffer （ルイス〜）と綴られることもあり、Pfeifferの読みはプファイフェルとすることもある。多くの植物や貝類の記載者（学名を付けて報告した者）で、植物の学名の記載者項などで略記する場合は「Pfeiff.」 とするのが標準。
彼の著作には分類学上重要なものも多いが、時代が古いことなどもあって、かつてはそれらの閲覧が困難な場合も少なくなった。しかし、その後のインターネットの発達で、そのいくつかはウェブ上で閲覧することができるようになっている。
妹マリアンネ（Marianne Pfeiffer）は作曲家ルイ・シュポーアの再婚相手。銀行家・貝類研究者のカール・ジョナス・プファイファー（Carl Jonas Pfeiffer、1779年 - 1836年）は伯父。

## 生涯
＊概ね LEOPORDINA 14 (1-2) : pp. 7-9 と波部, 1977による。
プファイファーは、ヘッセン州高等裁判所の法務官である父・ブルクハルト・ヴィルヘルム・プファイファー（Burkhard Burchard Wilhelm Pfeiffer, 1777年 - 1852年）の息子としてヘッセン州・カッセルに生まれた。子供のころから頭脳明晰かつ勤勉な性格で、学校ではトップの成績であった。1820年にギムナジウムを卒業すると、1821年に16歳でゲッティンゲン大学に入学して医学を学び、1825年7月4日の20歳の誕生日にはマールブルク大学において「De phlegmasia alba dolente quaedam, adnexa hujus morbi historia」と題する有痛性白股腫に関する論文により医学博士の学位を授与された。このあともパリやベルリンで勉強を続けたが、1826年の秋には故郷のカッセルに戻って22歳で医者として開業した。
1830年-1831年にかけて起こったポーランドの十一月蜂起 の際には、ドイツ医師団の要請によりポーランド側の軍医としてワルシャワに赴き、負傷者や当時世界的に流行していたコレラの患者の手当などに従事した。この当時の彼の日記は 『Als Kasseler Arzt im Polnischen Freiheitskampf 1831: ein Tagebuch. （”カッセル人医師のポーランド解放闘争1831：ある日記”）』として2000年にヘッセン歴史地理協会の ホフガイスマール 支部から出版されている。
1833年に結婚したが、結婚のあとは医学関係の研究はやめ、個人的に興味のあった植物や貝類の研究に熱中するようになり、この年には リエージュ、ブリュッセル、ベルリン、ドレスデン、ライプツィヒ、ミュンヘン他の各地をまわる調査旅行をし、のちに発表されることになるヨーロッパの植物相に関する資料を得た。1837年にはドイツで栽培されているサボテン類の記載とそのシノニムに関する研究書を発表した。これは『Enumeratio Diagnostica Cactearum hucusque Cognitarum』と題するもので、一般には『Beschreibung und Synonymik der in deutschen Gärten lebend vorkommenden Cacteen』の方の名でよく知られる彼の最初の単行出版物であったが、評判が高かったことから彼は”サボテンのプファイファー”とも呼ばれるようになったという。このサボテンの研究は後に Christoph Friedrich Otto (1812-1885) も手伝うようになり、1843年-1850には二人の共著で 『Abbildung und Beschreibung blühender Cacteen』 という図版付きの2巻本として出版されている。
1838年10月28日には Otto と John Gundlach (1810-1886) らと共に研究調査のためにキューバに向けてハンブルクを出港した。2か月以上の苦しい航海を経た翌1839年1月5日キューバについてみると、当初の目的であったサボテン採集についてはあまり良い成果が見込めなかったため、急遽貝類の調査採集に切り替えた。翌年にはキューバでの調査結果について報告し、帰国後も Juan Cristóbal Gundlach (1810 - 1896) や フェリペ・ポエ(Felipe Poey y Aloy:1799 - 1891) といったキューバ在住の研究者から貝類を送ってもらい、後々までに80編あまりの報告を書いている。
1840年から1843年にかけてはパリ、ハンガリー、ケルンテン州の山岳地帯、リエカ、トリエステなどヨーロッパ各地を旅行し、1845年にはロンドンに滞在して大英博物館の文献や標本を調査した。これらの成果は 『Monographia Heliceorum viventium und Symbola ad historiam heliceorum』として （1841-1846）に出版された。ロンドン滞在中には有名な貝類収集家のである ヒュー・カミング(1791-1865) のコレクションも研究し、その中には日本産の貝類も含まれていた。それ以降も終生にわたり精力的に研究を続け、主に植物や陸産貝類に関する多くの報告やモノグラフを著わすとともに、Karl Theodor Menke  (1791–1861) と共に貝類専門の学術雑誌 『Zeitschrift für Malakozoologie』（1846-1853）・『Malakozoologische Blätter』（1854 - 1877）を編集発行した。
私生活では1833年に結婚した最初の妻との関係はあまりうまくいかず離婚、1842年に再婚し5男1女をもうけた。頑健なたちで、若い頃からヨーロッパ各地を幾度も旅行していた彼であったが、1870年に勃発した普仏戦争で、祖国のために1年間の志願兵となった末息子が18歳で異郷の地に倒れてしまうと、非常なショックを受け、それまでずっと健康そうに見えた彼もこれを境に急に衰えを見せるようになった。
1875年の70歳の誕生日には、50年の長きにわたって医学・科学の進展に寄与した功績が讃えられて、20歳の誕生日に授与された医学博士号に加え、新たに哲学博士の称号が授与された。この祝賀の席にはカッセルの各界の権威、学会、協会などからの多くの祝辞が寄せられた。その後も明晰な頭脳と研究心は終生衰えを見せなかったが、肺を患って日に日に弱る様子をみせ、1877年10月2日、72年の生涯を閉じた。
没後、書籍と標本は Heinrich Wolfgang Ludwig Dohrn （1838 - 1913）に売却されたが、後にシチュチンの博物館に寄贈され、手紙類はゼンケンベルク自然博物館に保管されている。

## 人物
専門の研究分野以外にも語学、絵画、音楽などの素養も具えた人物であった。若い時期から豊富な学究経験を積んだことでギリシャ語やラテン語に通じていたほか、ヨーロッパ各地を旅行して回ったことでフランス語、英語、ポーランド語、スペイン語などもよくできた。歴史や文学にも詳しかったほか、絵も得意で、遠方に出掛けた折りに描いたスケッチやポートレート、自著に載せた図などにその才能を見ることができる。音楽は、若い頃にフルートを習っただけでト音記号以外には何も知らないような彼であったが、後には歌を歌うようになり、妹マリアンネの夫で作曲家のルイ・シュポーアが催した合唱会で初見で歌ったり、別の合唱会ではバリトンの独唱者が欠けていたことで彼が担当し、特にシュポーア作曲の『Berggeist』や『Pietro von Abano』といったオペラを見事に歌って喝采を受けたりもした。しかし普段の日常生活は質素で誠実なものであったという。

## 主要な著作
＊de:Benutzer:Succuほかドイツ語版ウィキペディアの同項目 (21:10, 22. Apr. 2009の版)より。

＊他に学術雑誌などへの投稿論文が多数ある。
- Beschreibung und Synonymik der in deutschen Gärten lebend vorkommenden Cacteen : nebst einer Uebersicht der grösseren Sammlungen und einem Anhange über die Kultur der Cactuspflanzen. Berlin, 1837 （Enumeratio Diagnostica Cactearum hucusque Cognitarum）
- Kritisches Register zu Martini und Chemnitz's Systematischem Konchylien-Kabinet. Kassel, 1840
- Abbildung und Beschreibung blühender Cacteen. Kassel, 1843-1850 - Christoph Friedrich Otto と共著
- Symbola ad Historiam Heliceorum. Kassel, 1841-1846, 1-3巻
- Uebersicht der bisher in Kurhessen beobachteten wildwachsenden und eingebürgerten Pflanzen. Kassel, 1844
- Flora von Niederhessen und Münden. Beschreibung aller im Gebiete wildwachsenden und im Grossen angebauten Pflanzen. Kassel, 1847-1855
- Monographia Heliceorum viventium sistens descriptiones systematicas et criticas omnium hujus familiae generum et specierum hodie cognitarum. Leipzig, 1848-77, 1-8 巻　(die die Landschnecken betreffenden Abteilungen von Philippis)
- Abbildungen und beschreibungen neuer oder wenig gekannter conchylien, unter mithülfe mehrerer deutscher conchyliologen. Kassel 1845-1851, 3巻 - herausgegeben von  Rudolf Amandus Philippi
- Monographia Pneumonopomorum viventium, accedente fossilium enumeratione. Supplementum tertium. Monographiae Auriculaceorum. Kassel, 1852-1876, 3 Bände und 3 Anhänge
- Novitates conchologicae. Series prima. Mollusca extramarina. Beschreibung und Abbildung, neuer oder kritischer Land-und Süsswasser-Mollusken. Kassel, 1854-1879  -  Oskar Boettger と共著
- Monographia Auriculaceorum viventium : sistens descriptiones systematicas et criticas omnium hujus familiae generum et specierum hodie cognitarum, nec non fossilium enumeratione : accedente proserpinaceorum nec non generis truncatellae historia. Kassel, 1856
- Monographia Pneumonopomorum viventium. Sistens descriptiones systematicas et criticas omnium hujus ordinis generum et specierum hodie cognitarum, accedente fossilium enumeratione. Kassel, 1856
- Synonymia botanica locupletissima generum, sectionum vel subgenerum ad finem anni 1858 promulgatorum. In forma conspectus systematici totius regni vegetabilis schemati Endlicheriano adaptati. Kassel, 1870
- Nomenclator botanicus.  Nominum ad finem anni 1858 publici juris factorum, classes, ordines, tribus, familias, divisiones, genera, subgenera vel sectiones designantium enumeratio alphabetica.  Adjectis auctoribus, temporibus, locis systematicis apud varios, notis literaris atque etymologicis et synonymis. Kassel, 1871-75, 1-2巻
- Nomenclator heliceorum viventium quo continetur nomina omnium hujus familiae generum et specierum hodie cognitarum disposita ex affinitate naturali Kassel, 1879-1881
- Als Kasseler Arzt im Polnischen Freiheitskampf 1831: ein Tagebuch. Verein für hessische Geschichte und Landeskunde e.V. Kassel 1834, Zweigverein Hofgeismar, 2000　（Louis Pfeiffer 名義：十一月蜂起の際の日記）